# Estadio Cuscatlán
A Salvador fővárosában, San Salvadorban található Estadio Cuscatlán Közép-Amerika és a karibi térség legnagyobb labdarúgó-stadionja. A salvadori labdarúgó-válogatott, az Atlético Marte és az Alianza FC otthona.

## Története
Az építkezés ötlete 1970-ben született meg, amikor néhány vállalkozó megalapította a Estadios Deportivos de El Salvador EDESSA de CV. nevű szervezetet. Az alapkövet 1971. március 24-én tette le az akkori államelnök, Fidel Sánchez Hernández, az építkezés 4 évig tartott. Az ünnepélyes megnyitásra 1976. július 24-én került sor, a nyitómérkőzést Salvador válogatottja 0–2-re elveszítette a vendég Borussia Dortmund ellen.
Az 1990-es évektől kezdve már nem csak sportcélokra hasznosítják, hanem rendeznek benne koncerteket, vallási ünnepeket, fesztiválokat és politikai gyűléseket is. 2001-ben a földrengés jelentős károkat okozott benne, amelyeket több millió colónból tudtak csak kijavítani. Az évek során számos modernizáció és fejlesztés történt a stadionban, többek között a FIFA-előírások betartása miatt is.
2023. május 20-én tartott országos labdarugó kupán tömegverekedés tört ki a nézők között a stadionban, amely 12 halottat és több mint 500 sérültet eredményezett.

## Az épület
A stadion 10 bejárattal és 15 pénztárral rendelkezik, mellette 3500 férőhelyes parkolót alakítottak ki. A pálya világítását három oszlop biztosítja, az északin és a délin 24–24, a középsőn 22 világítótest található. A rádiósok és tévések számára 16 szobát rendeztek be. A pálya öntöző- és vízelvezető rendszere francia.

## Képek

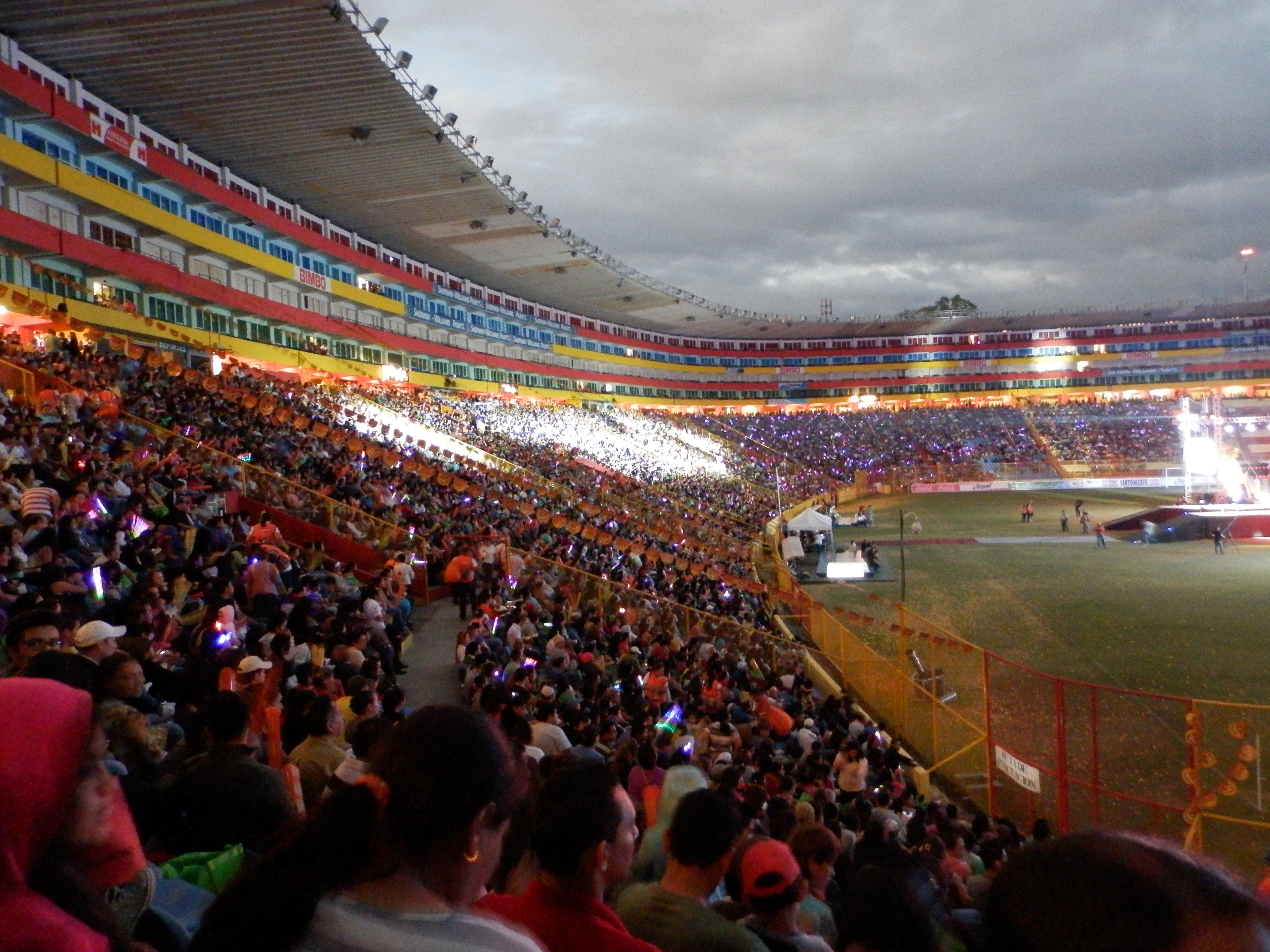
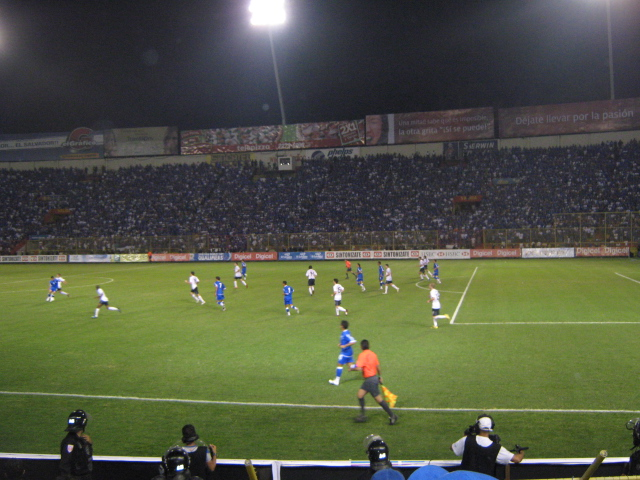
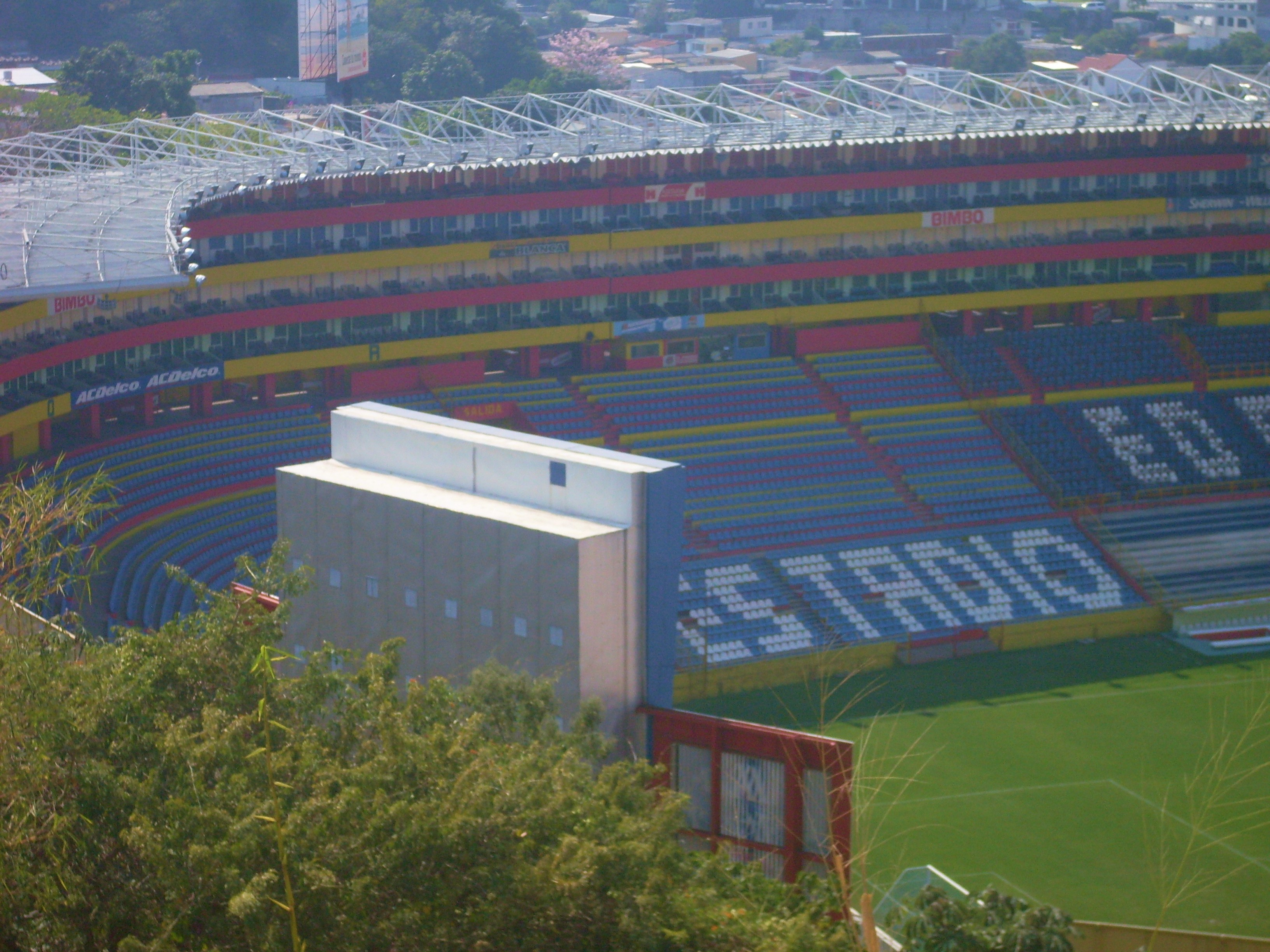
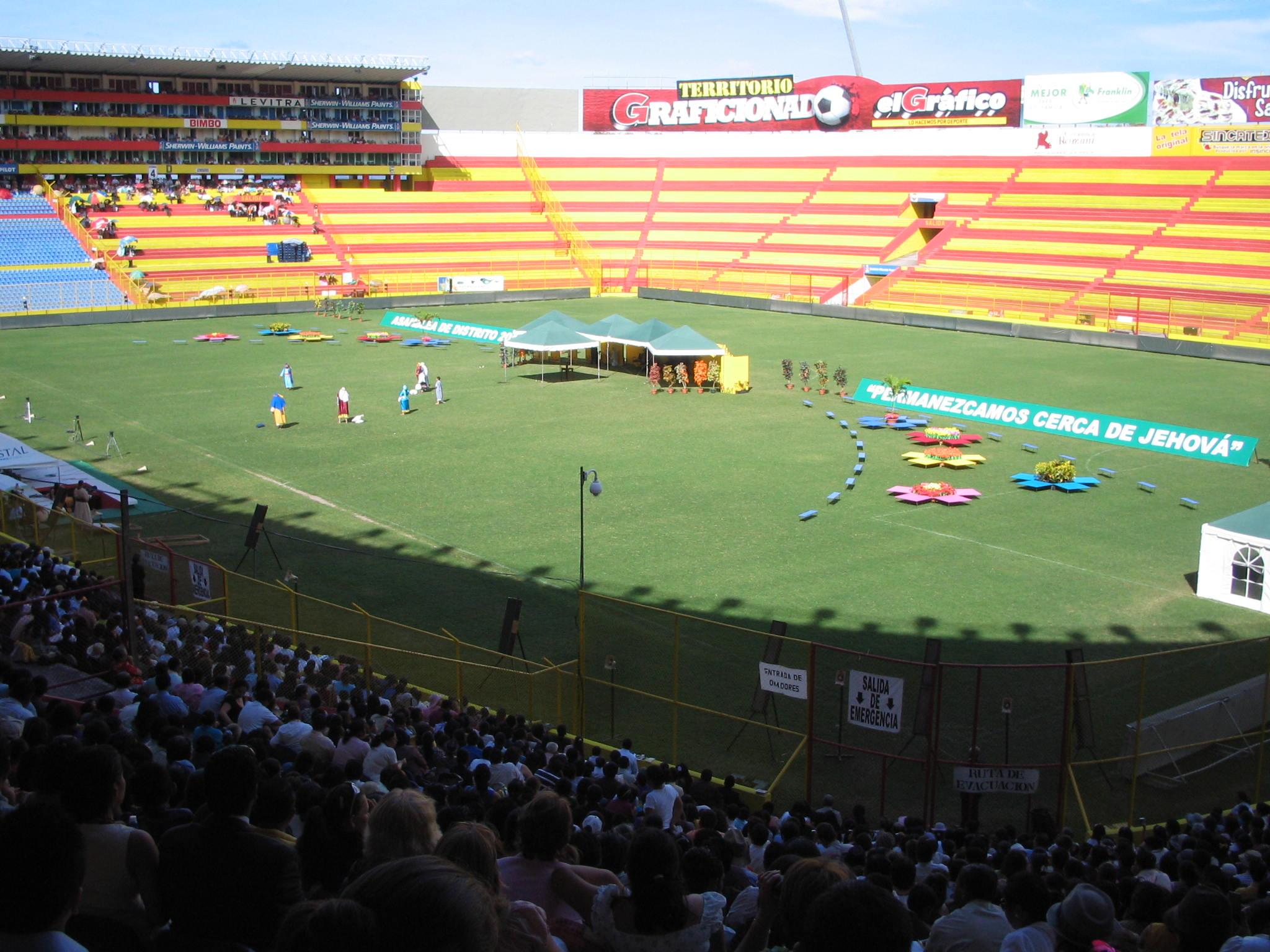